# Dennis Calero
Dennis Calero   (Miami Beach, 2 de gener de 1972) és un dibuixant i il·lustrador de còmics nord-americà, conegut pel seu treball en títols com X-Men Noir, Spider-Man Noir, X Factor, Legion of Superheroes i Kolchak.

## Biografia
El treball de Calero inclou els títols de productes amb llicència d'Acclaim Comics Sliders i Magic: The Gathering ; Títols vinculats a la televisió de Moonstone Books Cisco Kid i Kolchak: The Night Stalker, Cowboys & Aliens de Platinum Comics ; IDW Publishing 's Masters of Horror: Dreams in the Witch House ; i X-Factor de Marvel Comics, durant el seu mandat en què el títol va ser nominat al premi Harvey a la millor sèrie nova (2006). El 2006, IDW va anunciar que Calero seria un dels artistes de portada de la seva minisèrie de sis números Star Trek: The Next Generation TV The Space Between, programada per al 2007. Va ser un dels principals artistes de la novel·la gràfica 28 Days Later: The Aftermath, publicada el 2007.
Calero va dibuixar un arc de Legion of Super-Heroes per a DC Comics i la seva nova sèrie de Marvel Comics, X-Men Noir, va ser llançada per Marvel el desembre de 2008. X-Men Noir: Mark of Cain es va estrenar el 2010. Aquest mateix any, va dibuixar el rellançament de Dark Horse Comics de l'antic personatge Gold Key i Valiant, Doctor Solar, Man of the Atom, que va ser escrit per Jim Shooter. El 2009 va rebre una menció honorífica de la Society of Illustrators West pel seu treball a X-Men Noir.
L'any 2012, Calero va il·lustrar Shadow Annual per a Dynamite Entertainment i està il·lustrant els números 2-8 de MASKS, una mini-sèrie desenvolupada per Dynamite, Alex Ross i Chris Roberson que reuneix moltes de les llicències de Dynamite Forces dels herois populars del pulp, com ara la Green. Hornet & Kato, the Shadow, and Zorro. L'octubre de 2012, va començar a il·lustrar un còmic web titulat: The Little Green God of Agony per a Stephen King, un conte que havia estat publicat a l'antologia de 2011 A Book of Horrors by King.
Va il·lustrar The Tell-Tale Heart el 2013, part de la sèrie de novel·les gràfiques d'Edgar Allan Poe. En una crítica positiva, Booklist va expressar que Calero "exhibeix un domini virtuós del format i un coneixement impressionant dels seus antecedents de terror amb les imatges".

### Altres treballs
Des de 1996, Calero ha fet il·lustracions per a jocs de rol, incloses obres publicades per White Wolf Publishing. Ha fet il·lustracions interiors per als llibres de Dungeons & Dragons per als Forgotten Realms, com ara Silver Marches, Faiths and Pantheons i Races of Faerûn.
Devil Inside, basat en un còmic web co-creat per Dennis Calero i l'actor Todd Stashwick, es va optar per al desenvolupament el 2011. També es va anunciar a Deadline.com que Calero i Stashwick estaven escrivint un pilot original per al canal SyFy anomenat Clandestine.